# 泰利任齊 (舍佩蒂夫卡區)

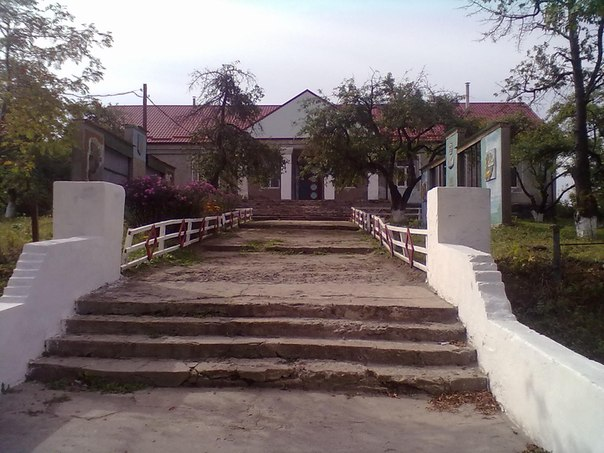

泰利任齊（羅馬化：Telizhyntsi）烏克蘭西部赫梅利尼茨基州舍佩蒂夫卡區薩赫尼夫齊市鎮的村莊。該村始建於1395年，面積2.13平方公里，海拔高度269米，2001年人口578，人口密度每平方公里271.6人。
50°0′17″N 26°45′4″E / 50.00472°N 26.75111°E